# Joaquín Cosío
Joaquín Cosío Osuna (Tepic, Nayarit; 6 de octubre de 1962) es un actor y poeta mexicano. Es más conocido por papeles como “Don Neto” en Narcos México, “Rubén "Mascarita" en Matando Cabos, Juan en Arráncame la vida, el General Medrano en Quantum of Solace (007: Quantum), El Cochiloco en El infierno

## Inicios
Joaquín Cosío nació en Tepic, Nayarit el 4 de octubre de 1962 ciudad en dónde sus tías lo cuidaban desde que tenía 1 año  -momento en que su mamá falleció-  lo criaron hasta los 11 años, edad en que lo llevan a Mexicali, Baja California,  a conocer a sus  hermanos, 2 años después emigran a Ciudad Juárez, Chihuahua, ciudad en la que se desarrolla su adolescencia e inicia sus estudios universitarios en la carrera de licenciatura en ciencias de la comunicación por la Universidad Autónoma de Chihuahua y después laboró como reportero de varios medios de comunicación como El Diario de Juárez y el periódico Norte, también fue docente en la misma Universidad Autónoma de Chihuahua y la Universidad Autónoma de Ciudad Juárez.En la radio participó en el programa "Las Labores de Florita", donde interpretaba al abuelito de Florita, material producido por la Escuela Superior de Agricultura Hermanos Escobar.
Es en Ciudad Juárez donde Cosío inicia su carrera teatral a principios de la década de los 80,bajo la dirección de Maestros como Ernesto Ochoa Guillemard y Octavio trías, entre otros. En cine ha trabajado con directores mexicanos tales como David Olguín, Antonio Castro, Luis de Tavira y Luis Estrada Rodríguez. También ha participado en varios doblajes de películas como el oso Ted en la película del mismo nombre.

## Premios
Fue nominado a los Premios Arieles de la Academia Mexicana de Cine en tres ocasiones: en 2005 por su interpretación de la adorable y despiadada "Mascarita" en el éxito de taquilla mexicano Matando Cabos, en 2011 por su trabajo en la película El Infierno para el cual ganó su primer Ariel y también el premio del National Board of Cinema a Mejor Actor. Su más reciente nominación al Ariel fue en 2012 por su trabajo en Pastorela. En 2012, se convirtió en el primer mexicano en recibir el MGM My Favourite Award, que fue creado para honrar a artistas cinematográficos internacionales y con el propósito de garantizar que se reconozcan los grandes logros de los profesionales de la industria cinematográfica internacional.

## Filmografía

### Cine
- 2024 - Caras vemos - Chuy[5]
- 2024 - V de Víctor - Jorge
- 2023 - Cassandro - Lorenzo
- 2023 - ¡Que viva México! - Rosendito / Reginito / Abuelo[6]
- 2022 - El Poderoso Victoria - Jacinto El Maquinista
- 2022 - Lecciones para Canallas - Dirty Barry “el sucio“
- 2021 - Matando Cabos 2: La máscara del Máscara - Rubén "Mascarita"
- 2021 - The Suicide Squad - General Mateo Suarez
- 2019 - Belzebuth - Emmanuel Ritter
- 2018 - Sonora - Emeterio
- 2018 - Spider-Man: Un nuevo universo - Scorpion
- 2017 - Cinderelo - Damián
- 2017 - Me gusta, pero me asusta - Gumaro
- 2017 - Purasangre - Antonio
- 2016 - Guatdefoc - Pedro
- 2016 - Compadres - Gaspar
- 2016 - El arribo de Corando Sierra - Don Chalio
- 2015 - La delgada línea amarilla - Gabriel
- 2015 - Vidas violentas (segmento Sombras) El abuelo
- 2015 - Las Aparicio - Camilo
- 2015 - Dos locas en fuga - Vicente Cortez
- 2014 - Cantinflas - Emilio "El Indio" Fernández
- 2014 - La dictadura perfecta - Lic. Agustín Morales
- 2014 - Familia Gang
- 2013 - Bless me
- 2013 - Apasionado Pancho Villa
- 2013 - Una noche en el Viejo México
- 2013 - El llanero solitario - Jesús "el bandolero"
- 2012 - Savages - El Azul
- 2012 - Marcelo
- 2012 - La vida precoz y breve de Sabina Rivas - Burrona
- 2012 - El Santos contra la Tetona Mendoza - Jefe de la Policía
- 2011 - La Revolución de Juan Escopeta - Juan Escopeta
- 2011 - Salvando al soldado Pérez
- 2011 - Pastorela - Chucho
- 2011 - Una vida mejor
- 2010 - El infierno - El Cochiloco
- 2010 - Entre la noche y el día
- 2010 - Te presento a Laura - Guadalupe
- 2010 - Segurança Nacional - Héctor Gasca
- 2009 - Backyard: El traspatio - Peralta
- 2008 - Amor, dolor y viceversa
- 2008 - Rudo y Cursi - Arnulfo
- 2008 - La sangre iluminada
- 2008 - Quantum of Solace (007: Quantum) - General Medrano
- 2008 - Arráncame la vida - Juan
- 2007 - El viaje de Teo - Manlio
- 2007 - El túnel
- 2007 - La verdadera pasión
- 2007 - La sangre iluminada - Isaías
- 2006 - Efectos secundarios - Conductor
- 2005 - El otro José - José
- 2004 - La afición somos todos - Apostador
- 2004 - Hugoool - El Comandante
- 2004 - Matando Cabos - Rubén "Mascarita"
- 2002 - El tigre de Santa Julia
- 2003 - Sin ton ni Sonia - Coronel Astorga
- 2002 - Una de dos - Luis
- 2002 - La habitación azul - Juan

### Televisión
- Midnight Family (2024) - Ramón Tamayo[7]
- Natural Born Narco (2022) - Taladro[8]
- Maya y los tres (2021) - Camazotz (voz)
- Gentefied (2020) - Casimiro “Pops”
- El Candidato (2020) - Ramón Bautista
- Las Buchonas (2018 - 2019) - Baltazar
- Señora Acero (2017-2018) - Rodríguez
- Narcos: Mexico (2018-2021) - Ernesto Fonseca Carrillo
- Blue Demon (2016) - Rolando Vera
- The Strain (2015-2016) - Ángel Guzmán "Ángel de Plata"
- Sr. Ávila (2014) - Claudio Juárez
- Mentir para vivir (2013) - Joaquín Barragán
- Los héroes del norte (2011) - Hassan
- El Diez (2011) - Javier Ruvalcaba
- Eastbound & Down (2010) - Héctor
- Las Aparicio (2010) - Padre Camilo Gutiérrez
- Kdabra (2009-2012) - Blas
- XY (2009) - El Huevos de Acero
- Capadocia (2008-2010) - Joaquín Román
- Mientras haya vida (2007-2008) - Fernando Camacho
- Decisiones (2006-2007) - Varios personajes
- Los Plateados (2005) - Kamal Bashur
- Zapata: amor en rebeldía (2004) - Pancho Villa
- Agua y aceite (2002) - Vicente
- Beach Buggy Show - Mister Happy

## Premios y nominaciones

### Premios Ariel
| Año  | Categoría                   | Título                    | Resultado |
| ---- | --------------------------- | ------------------------- | --------- |
| 2005 | Mejor Coactuación Masculina | Matando Cabos             | Nominado  |
| 2011 | Mejor Coactuación Masculina | El infierno               | Ganador   |
| 2012 | Mejor Actor                 | Pastorela                 | Nominado  |
| 2016 | Mejor Coactuación Masculina | La delgada línea amarilla | Nominado  |

### Diosas de Plata
| Año  | Categoría                  | Título                                 | Resultado |
| ---- | -------------------------- | -------------------------------------- | --------- |
| 2005 | Mejor revelación masculina | Matando Cabos                          | Nominado  |
| 2011 | Mejor revelación masculina | El infierno                            | Nominado  |
| 2013 | Mejor Actor                | La vida precoz y breve de Sabina Rivas | Ganador   |
| 2017 | Papel de cuadro masculino  | Jirón de Niebla                        | Nominado  |
| 2017 | Mejor revelación masculina | La delgada línea amarilla              | Nominado  |
| 2018 | Papel de cuadro masculino  | Me gusta, pero me asusta               | Nominado  |
| 2023 | Mejor revelación masculina | El poderoso Victoria                   | Ganador   |
| 2023 | Mejor actor                | Lecciones para canallas                | Nominado  |

### Premios CANACINE
| Año  | Categoría   | Título                  | Resultado |
| ---- | ----------- | ----------------------- | --------- |
| 2023 | Mejor actor | Lecciones para canallas | Nominado  |